# Listă de orașe din statul Mississippi
Prezenta pagină este o listă alfabetică a orașelor din statul  Mississippi,  Statele Unite ale Americii.

 †  Reședință de comitat 

 ††  Capitalele statelor și Reședințele comitatelor
- Vedeți statul Mississippi

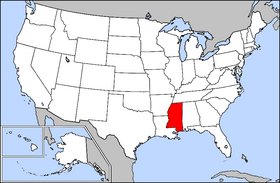
Harta statului în cadrul
hărții SUA

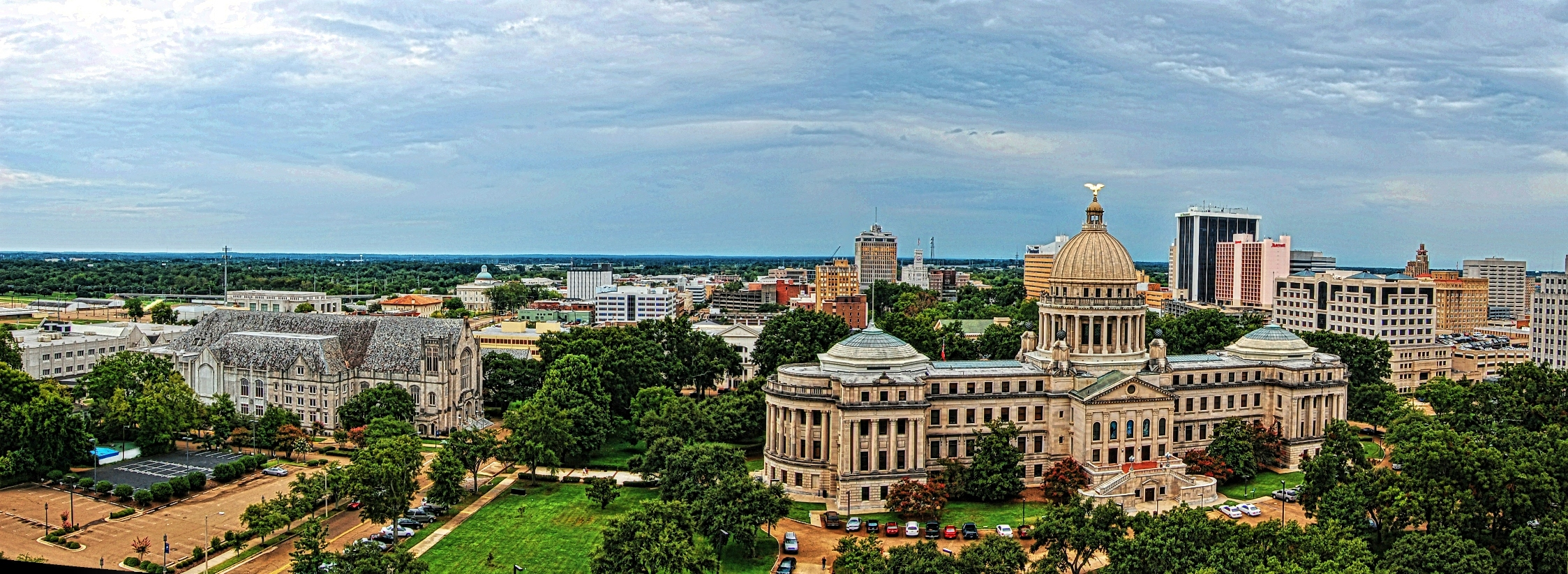
Jackson

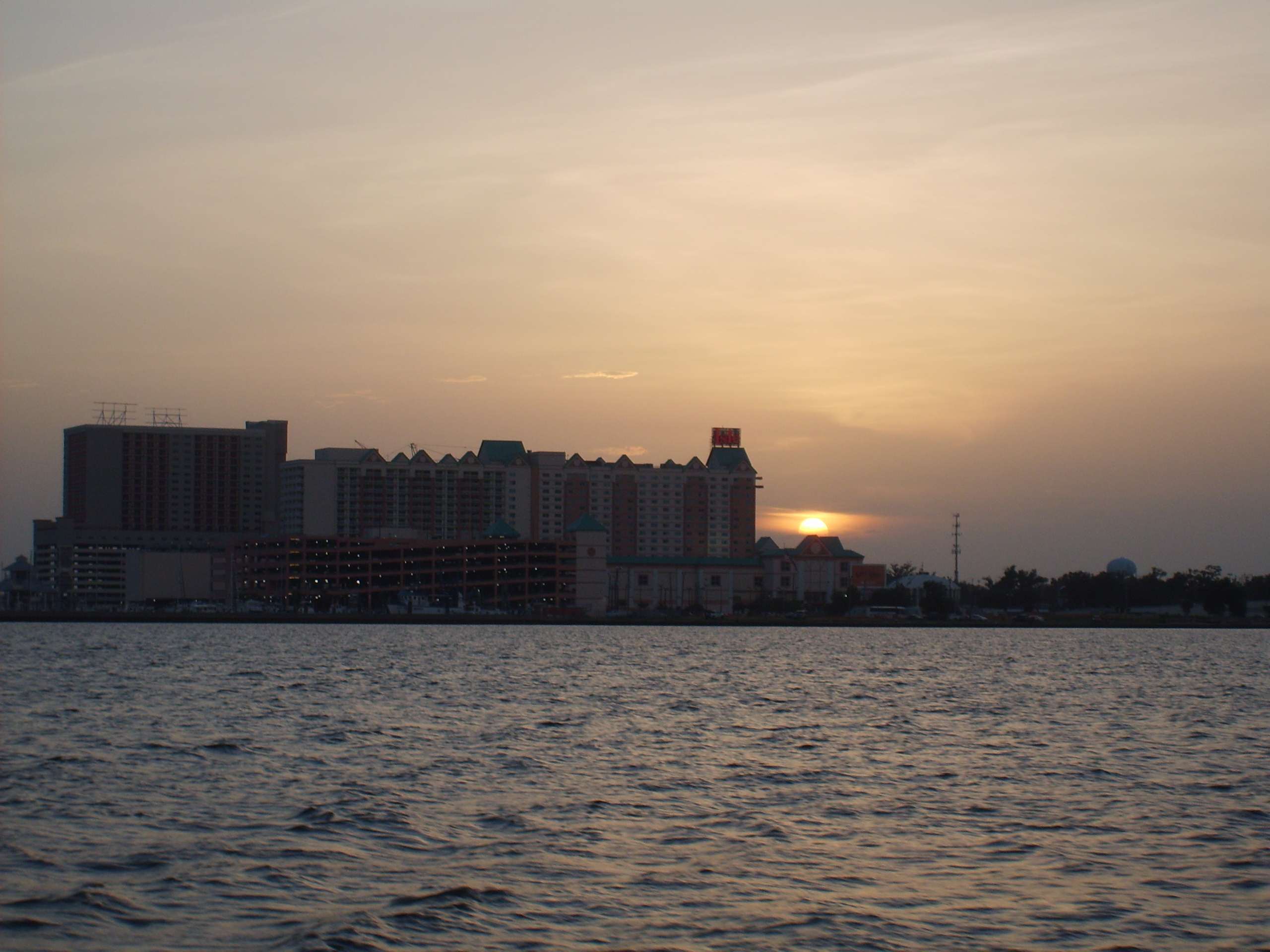
Biloxi

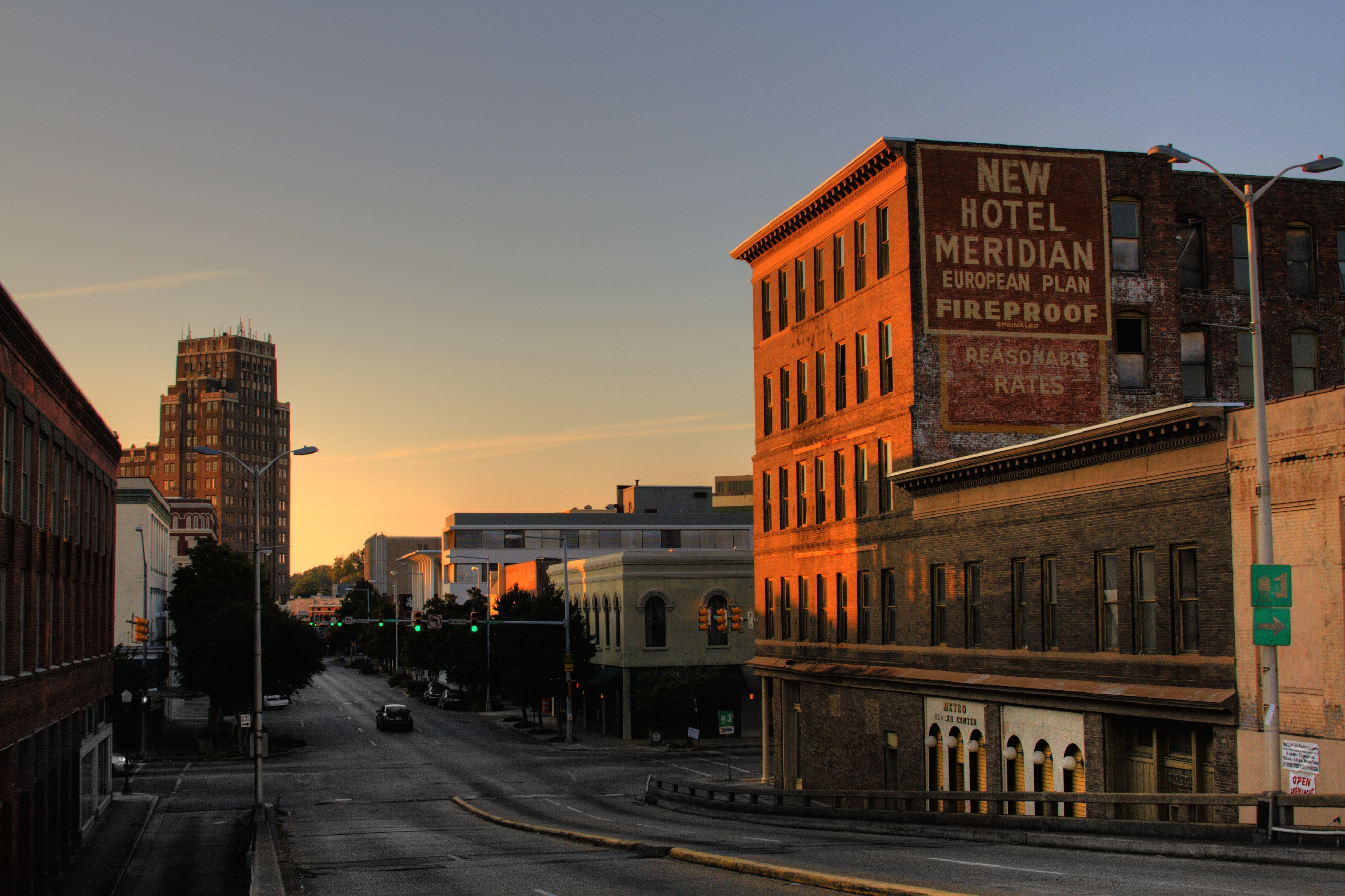
Meridian

- Vedeți Listă de comitate din statul Mississippi
- Vedeți Listă de orașe din statul Mississippi
- Vedeți Listă de târguri din statul Mississippi
- Vedeți Listă de sate din statul Mississippi
- Vedeți Listă de comunități neîncorporate din statul Mississippi
- Vedeți Listă de comunități desemnate pentru recensământ din statul Mississippi
- Vedeți Listă de localități dispărute din statul Mississippi

Statul Mississippi nu are ca subdiviziuni teritoriale
- districte
- rezervații amerindiene și
- zone de teritoriu neorganizat.

## Cele mai mari orașe
Datele demografice sunt bazate pe estimări ale anului 2012.
| Ordin | Oraș            | Populație (2010) | Comitat     |
| ----- | --------------- | ---------------- | ----------- |
| 01    | Jackson ††      | 175.437          | Hinds       |
| 02    | Gulfport †      | 70.113           | Harrison    |
| 03    | Southaven       | 50.374           | DeSoto      |
| 04    | Hattiesburg †   | 47.169           | Forrest     |
| 05    | Biloxi †        | 44.578           | Harrison    |
| 06    | Meridian †      | 40.832           | Lauderdale  |
| 07    | Tupelo †        | 35.490           | Lee         |
| 08    | Olive Branch    | 34.512           | DeSoto      |
| 09    | Greenville †    | 33.418           | Washington  |
| 10    | Horn Lake       | 26.529           | DeSoto      |
| 11    | Pearl           | 26,154           | Rankin      |
| 12    | Clinton         | 25,752           | Hinds       |
| 13    | Madison         | 24,841           | Madison     |
| 14    | Starkville †    | 24,360           | Oktibbeha   |
| 15    | Ridgeland       | 24,258           | Madison     |
| 16    | Columbus †      | 23,452           | Lowndes     |
| 17    | Vicksburg †     | 23,450           | Warren      |
| 18    | Pascagoula †    | 22,249           | Jackson     |
| 19    | Brandon †       | 22,160           | Rankin      |
| 20    | Oxford †        | 20,088           | Lafayette   |
| 21    | Laurel †        | 18,838           | Jones       |
| 22    | Gautier         | 18,554           | Jackson     |
| 23    | Clarksdale †    | 17,648           | Coahoma     |
| 24    | Ocean Springs   | 17,461           | Jackson     |
| 25    | Natchez †       | 15,590           | Adams       |
| 26    | Long Beach      | 15,300           | Harrison    |
| 27    | Greenwood †     | 14,954           | Leflore     |
| 28    | Corinth †       | 14,784           | Alcorn      |
| 29    | Hernando †      | 14,763           | DeSoto      |
| 30    | Moss Point      | 13,687           | Jackson     |
| 31    | Canton †        | 13,218           | Madison     |
| 32    | Grenada †       | 12,956           | Grenada     |
| 33    | McComb          | 12,744           | Pike        |
| 34    | Brookhaven †    | 12,515           | Lincoln     |
| 35    | Cleveland †     | 12,206           | Bolivar     |
| 36    | Byram           | 11,721           | Hinds       |
| 37    | Yazoo City †    | 11,517           | Yazoo       |
| 38    | West Point †    | 11,203           | Clay        |
| 39    | Picayune        | 10,854           | Pearl River |
| 40    | Petal           | 10,795           | Forrest     |
| 41    | Indianola †     | 10,495           | Sunflower   |
| 42    | Bay St. Louis † | 10,259           | Hancock     |
| 43    | D'Iberville     | 9,994            | Harrison    |
| 44    | Booneville †    | 8,799            | Prentiss    |
| 45    | New Albany †    | 8,206            | Union       |
| 46    | Flowood         | 8,154            | Rankin      |
| 47    | Senatobia †     | 8,054            | Tate        |
| 48    | Holly Springs † | 7,549            | Marshall    |
| 49    | Philadelphia †  | 7,483            | Neshoba     |
| 50    | Batesville †    | 7,427            | Panola      |

## Orașe din statul Mississippi

### A
- Aberdeen
- Amory

### B
- Baldwyn
- Batesville
- Bay Springs
- Bay Saint Louis
- Belden
- Belmont
- Belzoni
- Biloxi
- Blue Springs
- Bolton
- Booneville
- Brandon
- Brookhaven
- Brooksville
- Burnsville
- Byram

### C
- Caledonia
- Camden
- Canton
- Carthage
- Centreville
- Charleston
- Clarksdale
- Cleveland
- Clinton
- Coffeeville
- Collins
- Columbia
- Columbus
- Como
- Corinth
- Crystal Springs

### D
- Decatur
- D'Iberville
- Drew
- Durant

### E
- Edwards
- Ellisville
- Enterprise
- Escatawpa
- Eupora

### F
- Fayette
- Florence
- Flowood
- Forest
- Fulton

### G
- Gautier
- Georgetown
- Gloster
- Greenville
- Greenwood
- Grenada
- Gulfport
- Gunnison
- Guntown

### H
- Hamilton
- Hattiesburg
- Hazlehurst
- Hernando
- Hollandale
- Holly Springs
- Horn Lake
- Houston
- Hot Coffee

### I
- Indianola
- Itta Bena
- Iuka

### J
- Jackson

### K
- Kiln
- Kosciusko

### L
- Laurel
- Leakesville
- Leland
- Lexington
- Liberty
- Long Beach
- Louisville
- Lucedale
- Lumberton

### M
- Macon
- Madison
- Magee
- Magnolia
- Mantachie
- Marks
- McComb
- Mendenhall
- Meridian
- Mississippi State
- Mize
- Mooreville
- Moorhead
- Morton
- Moselle
- Moss Point
- Mound Bayou

### N
- Natchez
- New Albany
- Newton

### O
- Ocean Springs
- Okolona
- Olive Branch
- Oxford

### P
- Pascagoula
- Pass Christian
- Pearl
- Petal
- Philadelphia
- Picayune
- Plantersville
- Pontotoc
- Pope
- Poplarville
- Port Gibson
- Porterville
- Purvis

### Q
- Quitman

### R
- Raleigh
- Randolph
- Raymond
- Richland
- Ridgeland
- Ripley
- Rolling Fork
- Rosedale
- Ruleville

### S
- Saltillo
- Sardis
- Seminary
- Senatobia
- Shaw
- Shelby
- Sherman
- Southaven
- Starkville
- Stonewall

### T
- Tunica
- Tupelo
- Tutwiler
- Tylertown

### V
- Vaiden
- Vance
- Vancleave
- Vardaman
- Vaughan
- Verona
- Vicksburg

### W
- Water Valley
- Waveland
- Waynesboro
- Webb
- West Point
- Wiggins
- Winona

### Y, Z
- Yazoo City

## Legături interne
- Vedeți statul Mississippi
- Vedeți Listă de comitate din statul Mississippi
- Vedeți Listă de orașe din statul Mississippi
- Vedeți Listă de târguri din statul Mississippi
- Vedeți Listă de districte civile din statul Mississippi
- Vedeți Listă de sate din statul Mississippi
- Vedeți Listă de comunități neîncorporate din statul Mississippi
- Vedeți Listă de comunități desemnate pentru recensământ din statul Mississippi
- Vedeți Listă de rezervații amerindiene din statul Mississippi
- Vedeți Listă de localități dispărute din statul Mississippi
- Vedeți Listă de zone de teritoriu neorganizat din statul Mississippi

## Alte legături interne
- Categorie:Liste de comitate din Statele Unite ale Americii după stat
- Categorie:Liste de orașe din Statele Unite după stat
- Categorie:Liste de târguri din Statele Unite după stat
- Categorie:Liste de districte civile din Statele Unite după stat
- Categorie:Liste de sate din Statele Unite după stat
- Categorie:Liste de comunități neîncorporate din Statele Unite după stat
- Categorie:Liste de localități dispărute din Statele Unite după stat
- Categorie:Liste de comunități desemnate pentru recensământ din Statele Unite după stat
- Categorie:Liste de rezervații amerindiene din Statele Unite după stat
- Categorie:Liste de zone de teritoriu neorganizat din Statele Unite după stat